# Dayr-e Gachin
Dayr-e Gachin (in persiano دیر گچین‎) o Deir-e Gachin è uno storico caravanserraglio situato in Iran, nella parte centrale del parco nazionale di Kavir. Per il suo valore storico-culturale e le sue caratteristiche peculiari, a volte viene chiamato la "madre dei caravanserragli iraniani". Situato nel distretto centrale dello shahrestān di Qom, si trova 80 chilometri a nord-est di Qom (60 chilometri lungo l'autostrada di Garmsar) e 35 chilometri a sud-ovest di Varamin. Questo monumento è stato aggiunto all'elenco del patrimonio nazionale dell'Iran il 23 settembre 2003.
Originariamente costruito nell'epoca tempi dell'impero sasanide, fu poi variamente ricostruito o riammodernato nel periodo safavide (e la sua forma moderna risale a quell'epoca), e Qajar Il caravanserraglio di Deir-e Gačīn si trova sull'antica rotta che collegava Rey a Esfahan.
La struttura di questo percorso segue il modello persiano a quattro iwan e si estende su una superficie di 12 000 metri quadrati. Gli spazi interni includono aree dedicate a persone, bestiame, servizi, comfort e sicurezza. Il caravanserraglio presenta quattro torri circolari ad ogni angolo e due torri semiovali su entrambi i lati del cancello principale, situato al centro del muro meridionale. All'interno, si trovano 44 stanze o camere, quattro grandi stalle, una moschea, uno shabestan privato, un granaio, un mulino e dei servizi igienici.
I materiali utilizzati per la costruzione di Deir-e Gachin includono mattoni, calce, adobe e intonaco. La moschea del caravanserraglio occupa probabilmente il sito di un vecchio tempio del fuoco sasanide e non presenta elementi decorativi. Attorno al caravanserraglio si trovano varie strutture, tra cui due ab anbar (serbatoi d'acqua) vicino al bagno sul lato occidentale, una fornace di mattoni, una diga e un cimitero a sud-ovest con tombe ricoperte di mattoni, risalenti all'epoca islamica.
Inoltre, a circa 500 metri a est del caravanserraglio si trova una struttura simile a un forte in mattoni e argilla, con un unico ingresso e risalente all'epoca Qajar.

## Etimologia

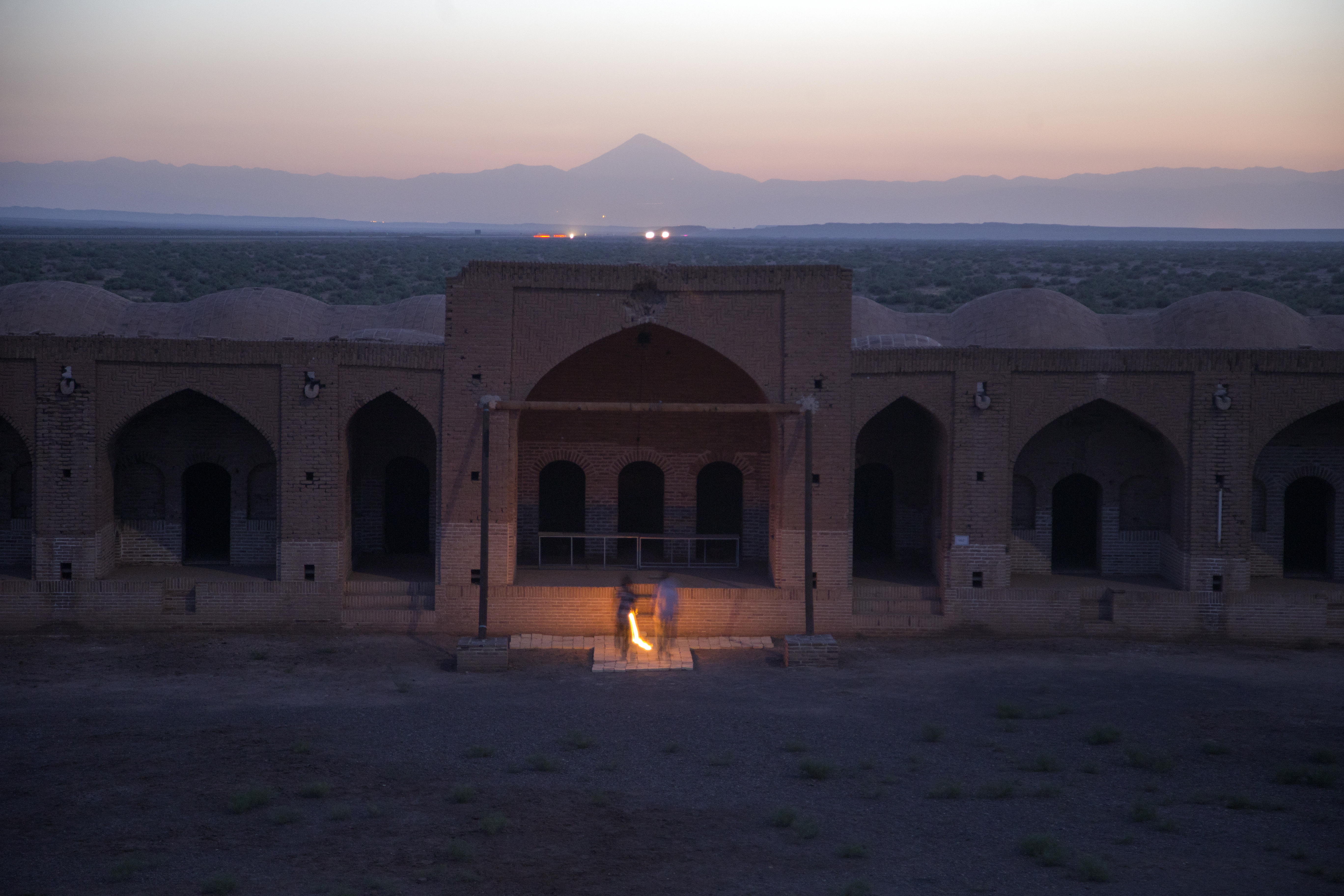
La porta nel 2017

In medio persiano (pahlavi), la parola deir, come segnalato da Shams Gheis-e Razi nel Dizionario Shams Gheis, si riferisce a un gonbad in persiano (o cupola in italiano), costruita per la preghiera. La struttura fu chiamata Deir-e Gachin perché originariamente presentava una cupola in gesso (gach). Tuttavia, oggi non è sopravvissuta alcuna cupola di questo tipo nella struttura.

## Storia
La costruzione di questa struttura è attribuita ad Ardashir-e Babakan (Ardashir I), motivo per cui è stata anche chiamata Kardashir (che significa "realizzata da Ardashir"). Ad ogni modo, lo storico Ya'qubi attribuisce la struttura ad Anushiruwan (Cosroe I). Nella Storia di Qom di Hasan ibn Mohammad Qomi, la costruzione è attribuita in modo analogo ad Anushiruwan, sebbene il testo suggerisca che non sia stato lui a costruire la struttura originale. È probabile che la struttura sia stata inizialmente costruita all'inizio dell'era sasanide (sotto Ardashir I) e successivamente ricostruita durante il regno di Anushiruwan.
Secondo Qomi, il re di Rūm inviò un gruppo di Amalek – gli ultimi della tribù degli ʿĀd, noti per la loro alta statura – ad Anushiruwan per servirlo, e questi li incaricò di costruire questa struttura.
Dopo l'epoca sasanide, il caravanserraglio subì importanti restauri e ricostruzioni in almeno due occasioni. Durante il regno del sultano selgiuchide Sanjar (1118-1157), il visir Abu Nasr Ahmad Kashi riparò la strada da Rey a Qom e restaurò il caravanserraglio. Istituì un fondo di dotazione (waqf) finanziato con i proventi del vicino villaggio di Kaj, specificamente destinato alla manutenzione del caravanserraglio.
In epoca safavide, la struttura fu nuovamente restaurata. Molte delle sue volte furono ricostruite con nuovi mattoni più piccoli, mentre numerosi mattoni sasanidi più vecchi furono riutilizzati in altri edifici.

## Ubicazione e importanza

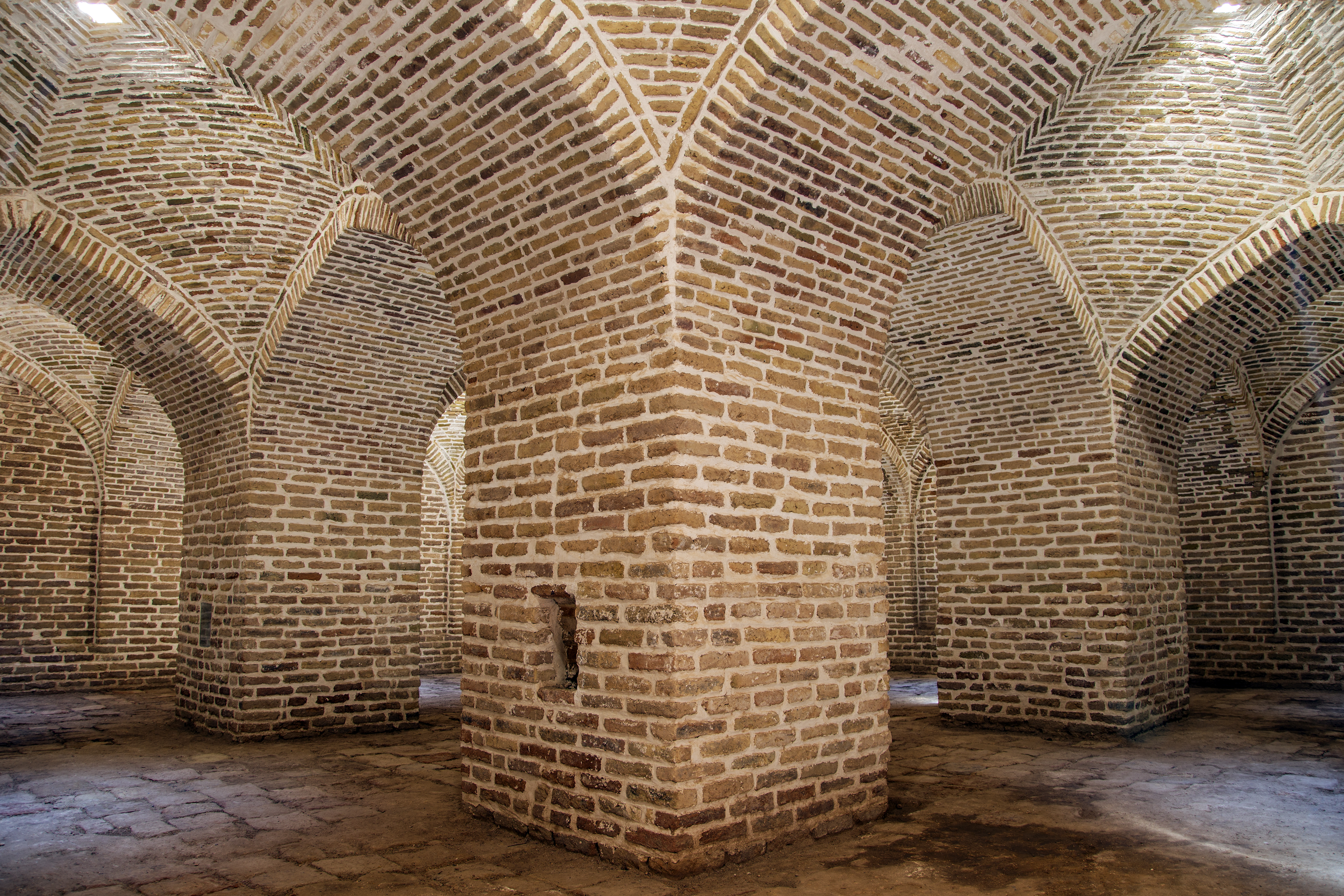
L'interno nel 2018

Il caravanserraglio in esame, uno dei più grandi dell'Iran, si trova al centro del parco nazionale di Kavir. Le sue caratteristiche uniche gli hanno fatto guadagnare il titolo di "madre dei caravanserragli iraniani".
Per secoli, la posizione di Dayr-e Gachin sull'antica rotta da Rey a Esfahan ha svolto il ruolo di snodo centrale dove si intersecavano le rotte di collegamento tra est e ovest. Le rotte settentrionali, occidentali, meridionali e orientali per Ray passavano tutte da questo punto. Ai tempi dell'impero medo e achemenide, questa posizione collegava le regioni orientali, settentrionali, meridionali e occidentali, conferendole un'importanza strategica difensiva. Sotto l'impero seleucide, l'partico e l'sasanide, anche l'importanza commerciale del sito crebbe.
Dayr-e Gachin rientrava nella fondamentale rotta della via della seta, che procedeva da Ctesifonte a Balkh, Samarcanda e Bukhara. Questa rotta partiva dalla capitale cinese (Xi'an) e proseguiva attraverso Hotan e Kashgar, raggiungendo Ray e Dayr-e Gachin. Da lì, attraversava Saveh o Qazvin fino a Kermanshah e Hamadan, poi proseguiva per Ctesifonte e Babilonia, prima di proseguire per Antiochia, sulla costa mediterranea.

## Struttura

La pianta della struttura

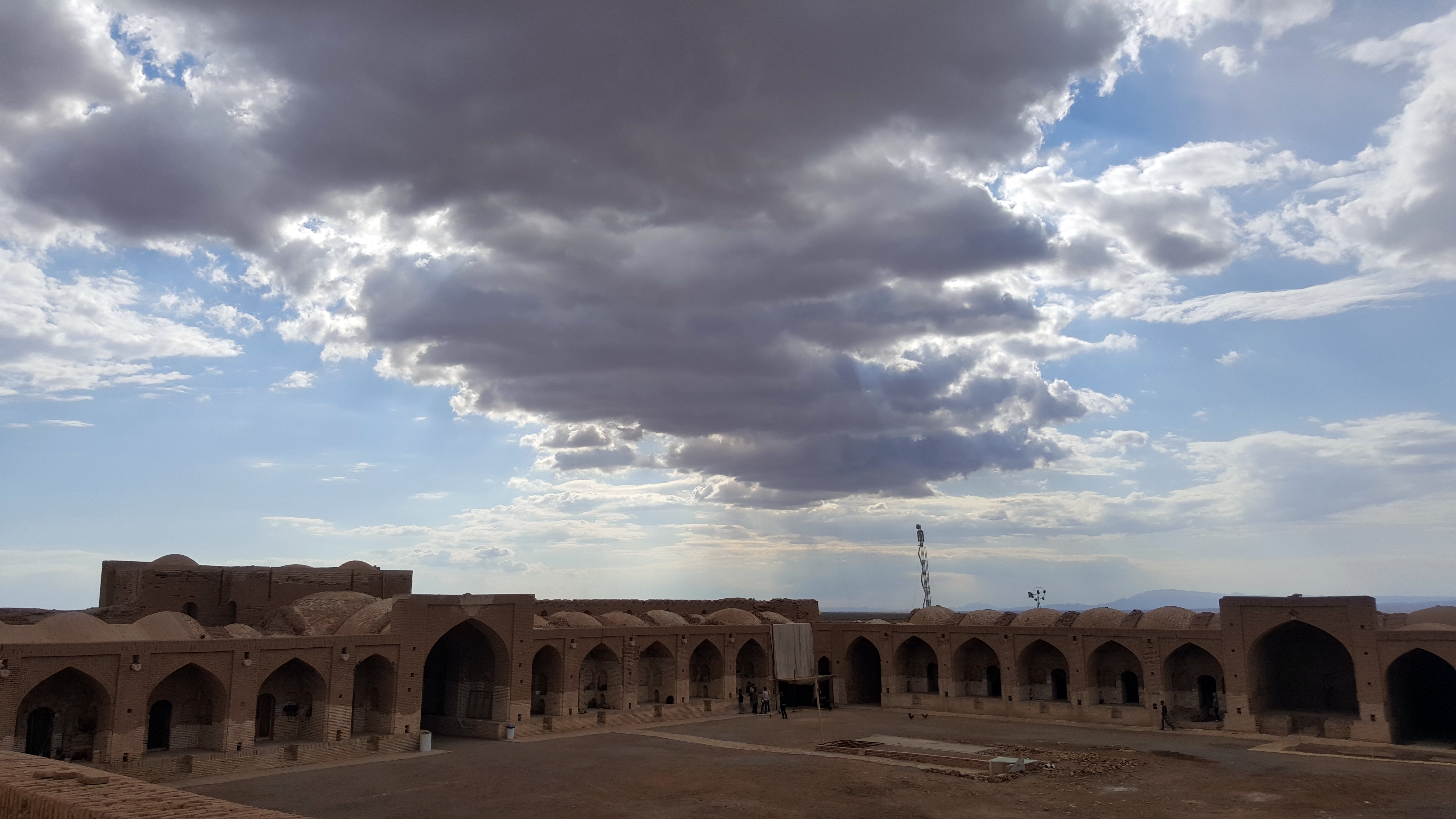
Vista interna dei lati sud e ovest del cortile di Deir-e Gachin Caravansarai, 2018

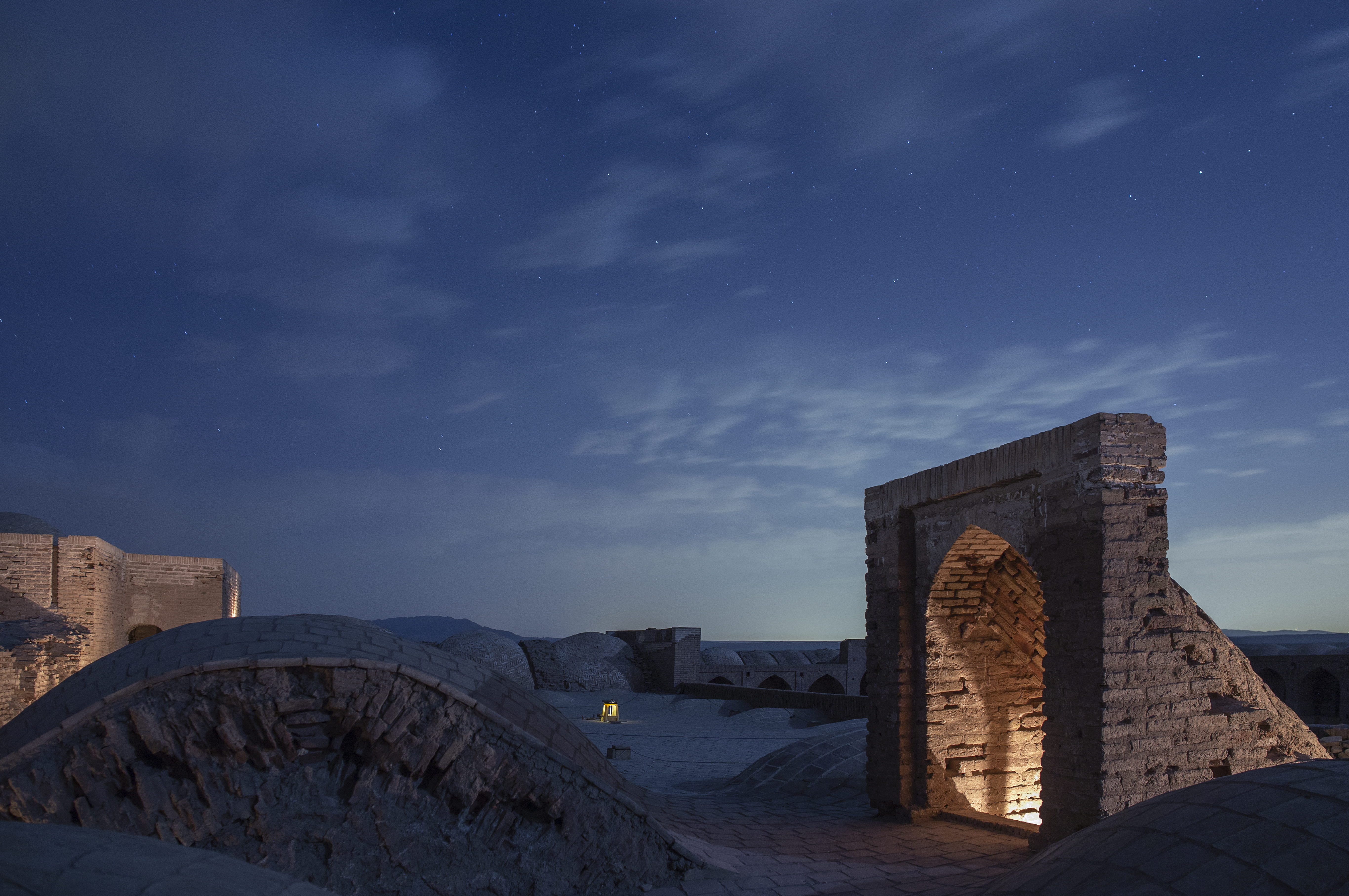
Vista notturna dal tetto, 2018

La struttura del caravanserraglio misura 109 x 108 metri (circa 12 000 metri quadrati) e presenta quattro torri circolari agli angoli, insieme a due torri semiovali su entrambi i lati dell'ingresso principale, situato al centro del muro meridionale. L'architettura segue uno schema a quattro iwan, che comprende 44 stanze o camere, quattro grandi sale (stalle), una moschea, uno shabestan privato, un granaio, un mulino e servizi igienici.
I materiali utilizzati a Dayr-e Gachin includono mattoni, calce, adobe e intonaco. La roccia è utilizzata solo nel mulino, nel mihrab della moschea e nella parte superiore dell'attuale cancello inesistente. Il legno non viene utilizzato in questa struttura e le camere sono prive di porte e finestre; tuttavia, si presume che il cancello, oggi scomparso, fosse in legno.
Le mura esterne sono spesse più di tre metri, il che le rende resistenti ai pericoli e ai disastri naturali. Il cortile interno misura 69 metri quadrati, con un iwan su ciascun lato e 10 camere (stanze). Ogni camera presenta un piccolo iwan, alto circa 1-1,5 metri, progettato per facilitare il carico e lo scarico dei bagagli dei passeggeri, oltre a migliorare la vista interna della struttura.
Nella pianta quadrata di questo caravanserraglio, gli elementi fissi, come le camere e gli iwan principali, sono posizionati lungo i lati uno accanto all'altro, mentre gli elementi mobili si trovano nei quattro angoli del quadrato e nei punti medi dei lati. Il cancello principale si trova al centro del lato meridionale, con iwan o shahneshin al centro dei lati rimanenti. Gli spazi di servizio si trovano ai quattro angoli della struttura: la moschea si trova nell'angolo destro del lato meridionale, lo shabestan privato nell'angolo destro del lato settentrionale, il bagno nell'angolo sinistro del lato meridionale e il fienile e il mulino nell'angolo sinistro del lato settentrionale.
L'iwan settentrionale, o shahneshin, della struttura è più spazioso degli altri iwan e presenta un atrio con tre camere sul retro. Dietro le camere, su entrambi i lati, si trovano le scuderie, progettate come un lungo corridoio con volte ad arco che si collega al cortile attraverso due uscite.

### Spazi interni

#### Spazi umani

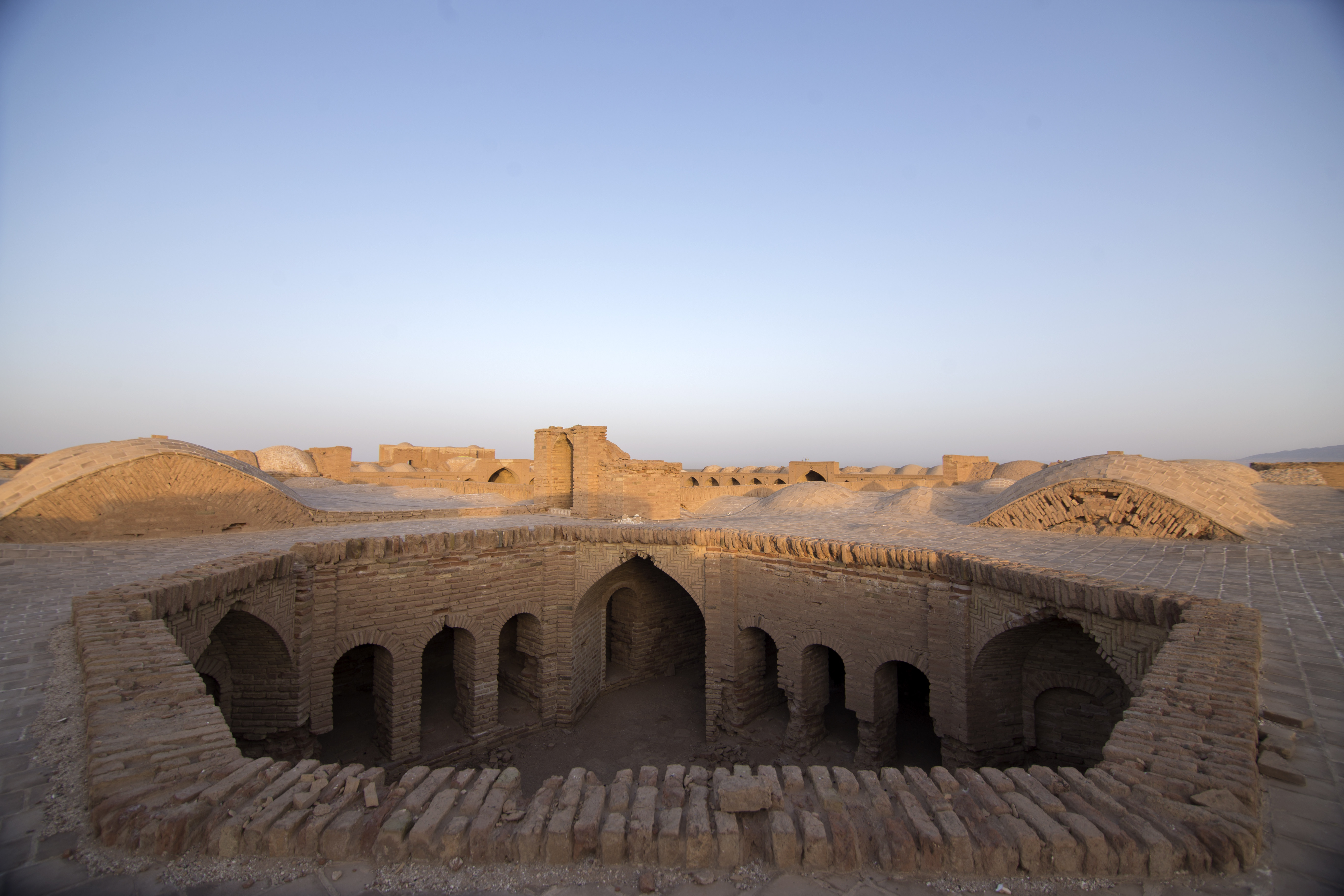
uno dei piccoli spazi protetti

Il caravanserraglio comprende 44 camere e stanze residenziali, dal design pressoché uniforme. Ogni stanza presenta nove nicchie poste a un metro dal pavimento e un camino è incassato nella parete di fronte all'ingresso. Gli ingressi alle stanze sono piccoli e ad arco nella parte superiore, il che contribuisce a trattenere il calore. Le stanze non hanno finestre che conducono alle stalle e ogni stanza ha un piccolo iwan (portico).
Tra gli iwan sono presenti dei fori nelle pareti che fungono da timoni, consentendo ai viaggiatori di prendersi cura dei propri animali davanti alle stanze prima di spostarli nelle stalle. Le pareti degli iwan presentano anche delle nicchie, simili a quelle presenti nelle stanze. Inoltre, all'interno delle stalle sono presenti 66 iwan, o piccole piattaforme, per l'alloggio dell'equipaggio della carovana. Le dimensioni di queste piattaforme variano, potendo ospitare una persona o un gruppo. Come le stanze, ogni piattaforma è dotata di un camino posto ad un'altezza conveniente dal pavimento della stalla.

#### Spazi per l'allevamento

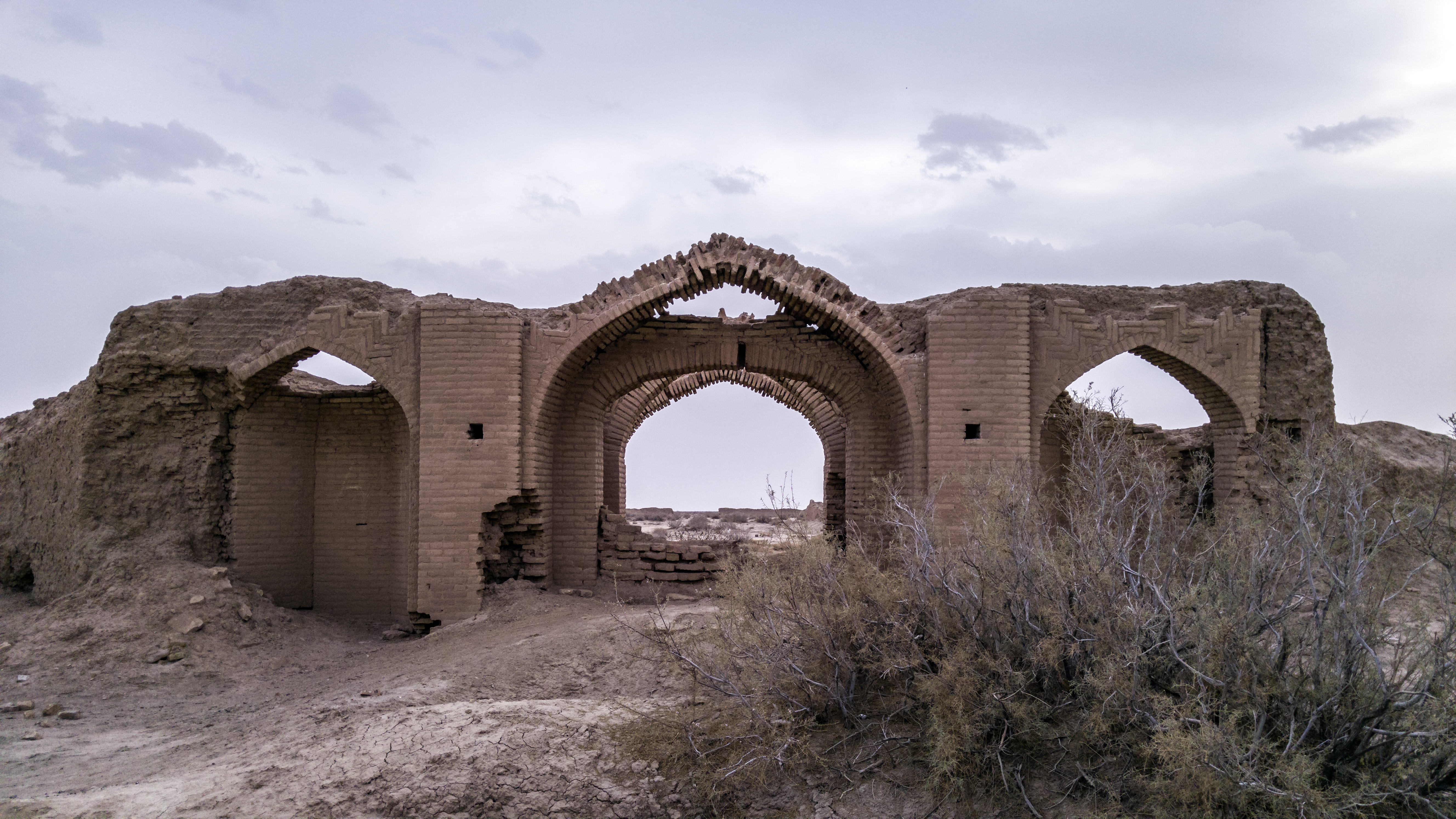
Le sezioni in rovina nel 2018

Gli spazi per il bestiame e le stalle si trovano dietro le stanze, con ingressi a L progettati per impedire agli animali di scappare facilmente se scappano. Le stalle sono coperte e la luce naturale proviene da lucernari nel soffitto. La larghezza delle stalle è sufficiente per consentire il passaggio agevole di due cammelli con bagagli. In questo caravanserraglio, tutti gli animali erano tenuti insieme e non c'erano aree separate destinate alle diverse specie di animali.

#### Spazi di servizio e di convenienza

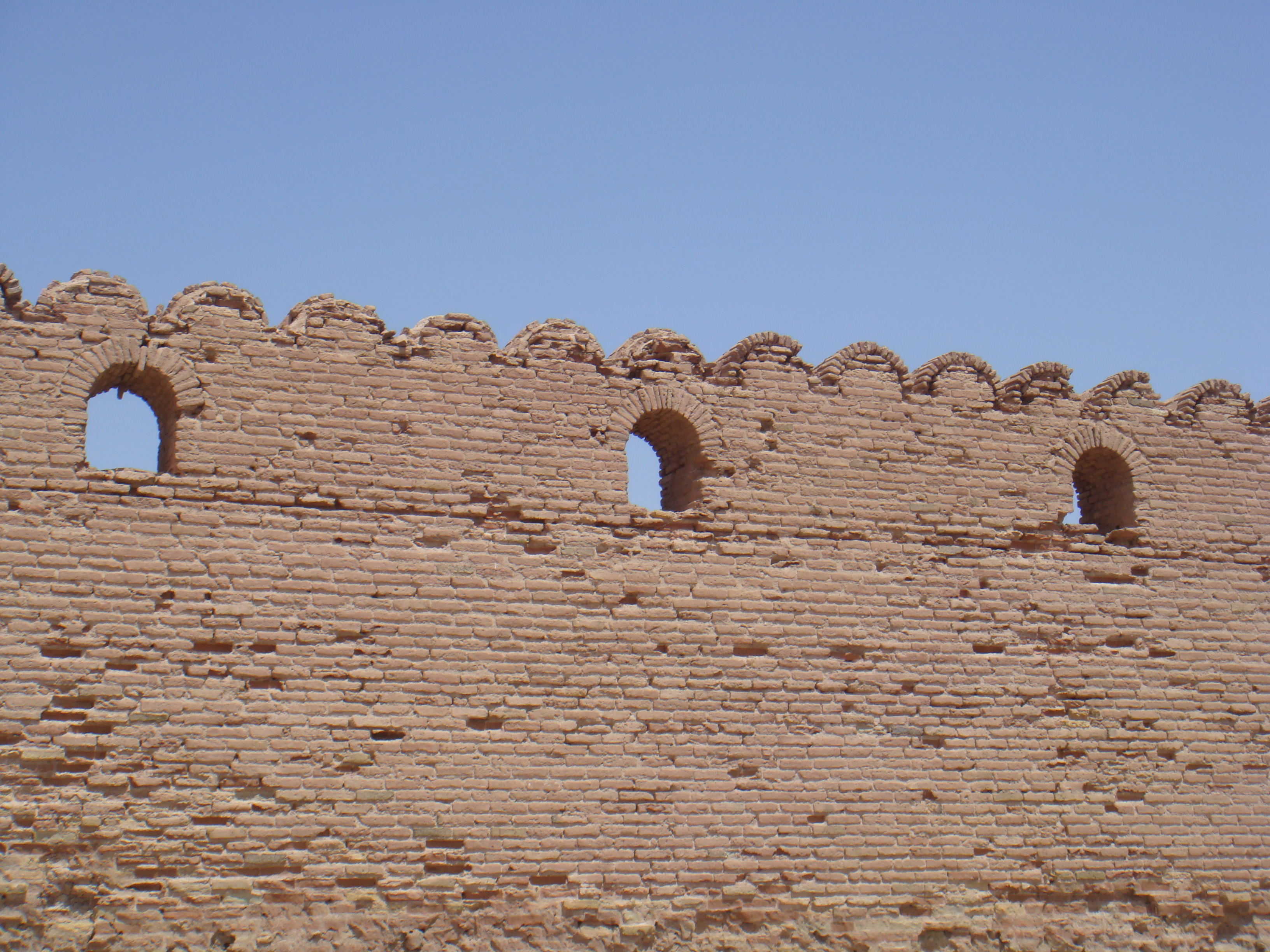
Dettaglio di un muro nel 2012

La moschea si trova nell'angolo più a destra del lato meridionale e presenta quattro colonne, ciascuna alta 1,5 metri. Come segnalato da Mehrdad Shokuhi, fu probabilmente costruita sul sito di un tempio del fuoco sasanide. La moschea non presenta elementi decorativi. Al centro del lato meridionale, rivolto verso la qibla, si trova uno spazio destinato al miḥrāb.
Il bagno si trova nell'angolo sinistro del lato meridionale ed è largo quanto la moschea. Questa parte della struttura ha subito una maggiore erosione rispetto al resto; Il soffitto è danneggiato e alcune pareti sono crollate.
Nell'angolo nord-orientale della struttura, si trova uno shabestān separato con un cortile ottagonale. Quest'area, caratterizzata da un design unico e da servizi completi, è la sezione più aristocratica del caravanserraglio ed era destinata a personaggi di alto rango.

#### Spazi di sicurezza

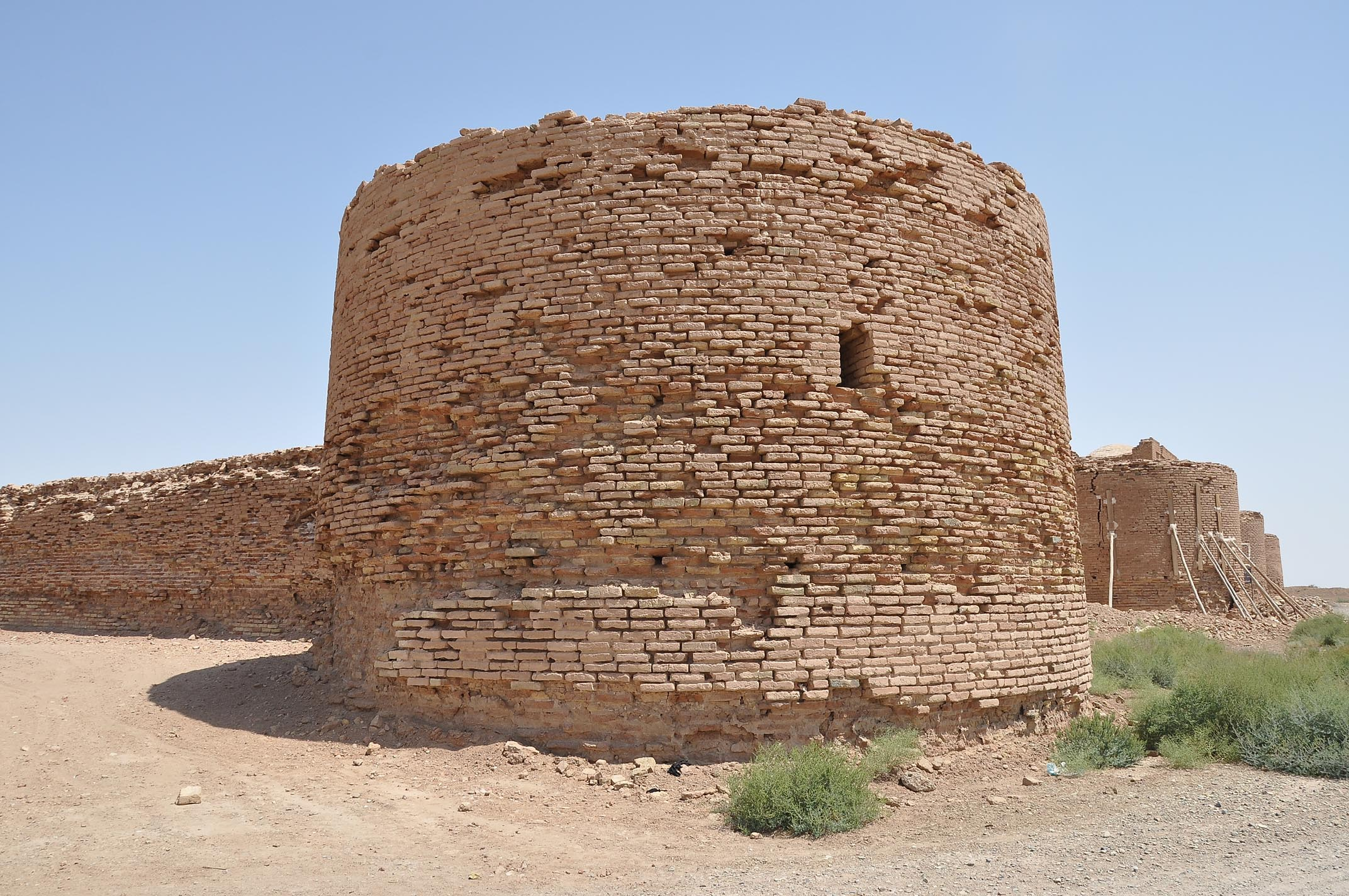
Le torri

Ci sono quattro grandi torri ad ogni angolo e due mezze torri su entrambi i lati del cancello principale. Queste torri venivano utilizzate sia per sorvegliare il caravanserraglio che per accendere le torce per individuarlo di notte. Come riportato dall'Enciclopedia di Storia Islamica, si può immaginare che durante l'epoca sasanide ci fossero dei gonbad in cima a queste quattro torri prominenti. Torri.

### Strutture esterne
Esistono diverse strutture che circondano il caravanserraglio, formando un insieme. Tra queste, due ab anbar situate dietro il lato occidentale e vicino al bagno, una fornace per mattoni, una diga e un cimitero nell'angolo sud-occidentale, dove le tombe, coperte di mattoni, risalgono all'epoca islamica. Inoltre, vi è una struttura in mattoni e argilla a forma di forte, situata 500 metri a est del caravanserraglio, che ha una sola porta d'ingresso e risale all'epoca Qajar. La maggior parte di questa struttura giace attualmente in stato di abbandono.